# Michaela Slussareff
Michaela Slussareff (* 1984) je česká teoretička médií a proděkanka Filozofické fakulty Univerzity Karlovy.

## Život
Vystudovala sociologii (bakalářský titul) na Univerzitě Palackého v Olomouci (2006), následně roku 2009 obhájila magisterský titul v oboru andragogika na Filozofické fakultě Univerzity Karlovy v Praze. V roce 2014 získala doktorský titul v oboru Informační věda tamtéž.

## Kariéra
Od roku 2011 působí jako odborná asistentka na Ústavu informačních studií a knihovnictví. V roce 2022 se stala proděkankou pro vnější vztahy a další vzdělávání na Filozofické fakultě Univerzity Karlovy v Praze. Odborně se věnuje vlivu internetu a digitálních technologií na děti a dospívající. Mimo jiné založila a vede Slow Tech Institute, organizaci věnující se pozitivním i negativním dopadům technologií na člověka. Vedle toho založila také organizaci M77, která se zabývá využitím technologií ve vzdělávání a v umělecké tvorbě. Je také iniciátorkou webového portálu digitalnizdravideti.cz.

## Publikace
- Hry, sítě, porno: Rodičovský průvodce džunglí digitálního dětství a puberty. Jan Melvil Publishing, 2022.